# عملية الإفصاح الكامل
عملية الإفصاح الكامل أو عملية الكشف الكامل (بالعبرية: מבצע חשיפה מלאה) هي عملية عسكرية قام بها الجيش الإسرائيلي في 5 آذار/مارس 2014 في البحر الأحمر.
بعد أيام من المراقبة الإسرائيلية لكل ما يجري في البحر الأحمر، ضبط سلاح البحرية الإسرائيلي مُتمثلا في شايطيت 13 ضَبط قوات خاصة إيرانية تُحاول تسجيل سفينة تجارية تحمل اسم Klos C باسم دولة بنما؛ وكانت هذه السفينة قد أبحرت من إيران مُتجهةً إلى بورتسودان عبر العراق.
كما قامت نفس الوحدة بمُراقبة الطائرة التي كان من المتوقع أن تحمل السفينة فعثرت على صواريخ موجهة وبعيدة المدى كانت مُتجهة إلى غزة ومُخبأة في حاويات مليئة بأكياس تحمل إسمنت بورتلاند. لم تذكر القيادة العليا المصرية أي شيء عن الموضوع، لكن بعض التقارير أكدت أن شُحنة الأسلحة كانت متجهة نحو المسلحين في غزة أو سيناء. أما الأمم المتحدة فقد أشارت إلى أن الأسلحة جاءت من إيران وتم إرسالها إلى السودان، مُتهمة إيران بانتهاك الحظر المفروض على الأسلحة. وحسب القرار 1929 الذي كان قد وافق عليه مجلس الأمن في وقت سابق، فإنه يحق للدول الاستيلاء على كل المنتوجات الإيرانية التي تعبر مجالها دون حق أو شرعية بما في ذلك الأسلحة خاصة وأن إيران ممنوعة من التصدير.
تمت العملية بقيادة اللواء رام روثبرغ (بالإنجليزية: Ram Rothberg)‏ وهو قائد كبير في البحرية الإسرائيلية، حيث قام بتنفيذ عملية المُراقبة على مثن فرقاطة ساعر 5 بالإضافة إلى آي إن إس هانيت.

## وصلات خارجية
- عملية الإفصاح الكامل - المدونة الرسمية لالجيش الإسرائيلي
- عملية الإفصاح الكامل - صور أثناء تنفيذ هذه العملية من قبل الجيش الإسرائيلي منشورة على فليكر
- الجيش الإسرائيلي يعترض شُحنة من الصواريخ الإيرانية موجهة إلى مُنظمات «إرهابية» في غزة - صور لالجيش الإسرائيلي على فليكر